# Irmengardia nemestrinus
Irmengardia nemestrinus is een krabbensoort uit de familie van de Gecarcinucidae. De wetenschappelijke naam van de soort is voor het eerst geldig gepubliceerd in 1992 door Ng.